# Подгорцы (Стрыйская городская община)
Подгорцы (укр. Підгірці) — село в Стрыйской городской общине Стрыйского района Львовской области Украины.
Население по переписи 2001 года составляло 846 человек. Занимает площадь 12,58 км². Почтовый индекс — 82440. Телефонный код — 3245.

## Галерея

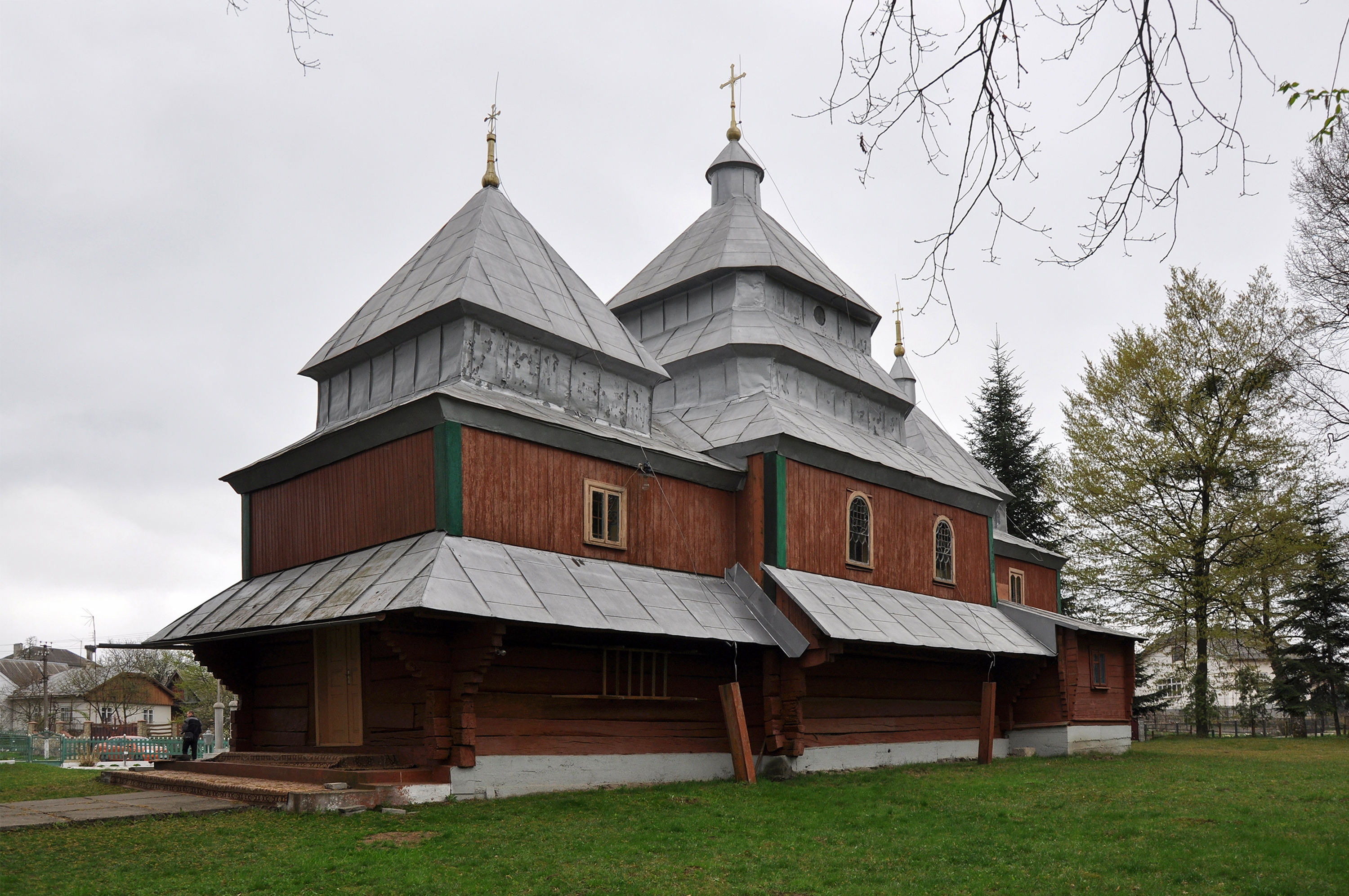
Деревянная церковь Святого Духа
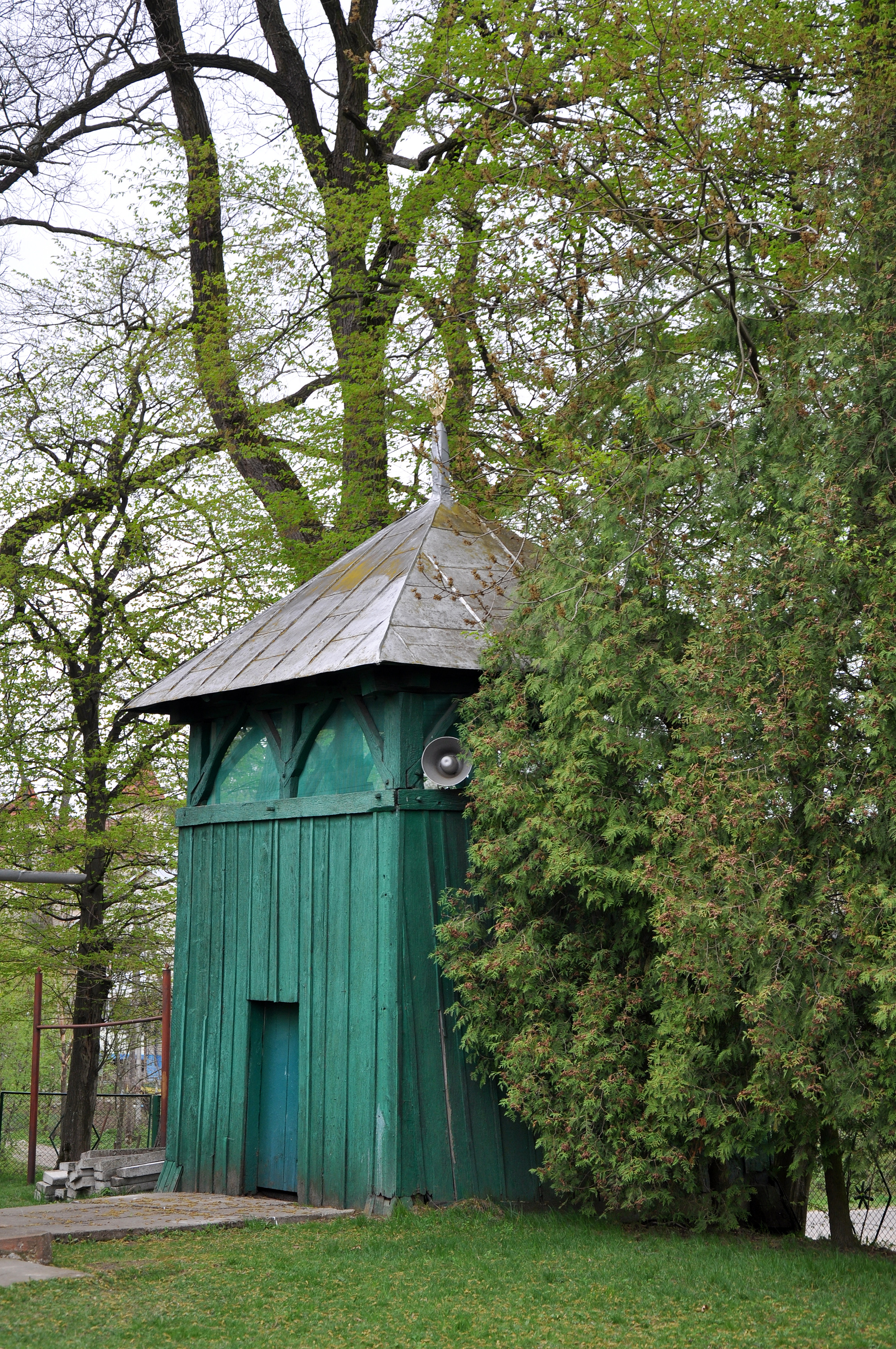
Деревянная звонница
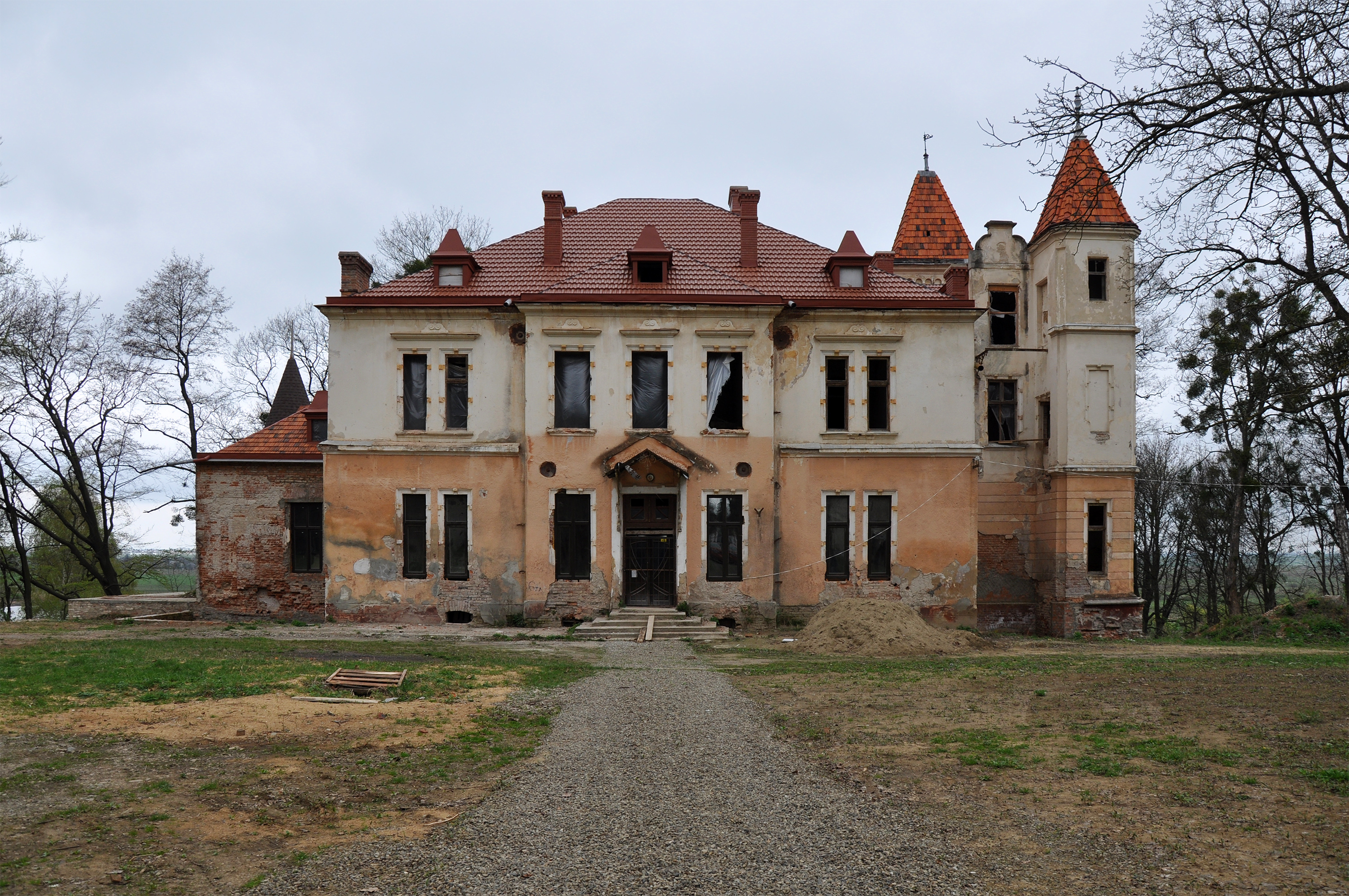
Дворец Браницких (реставрация)
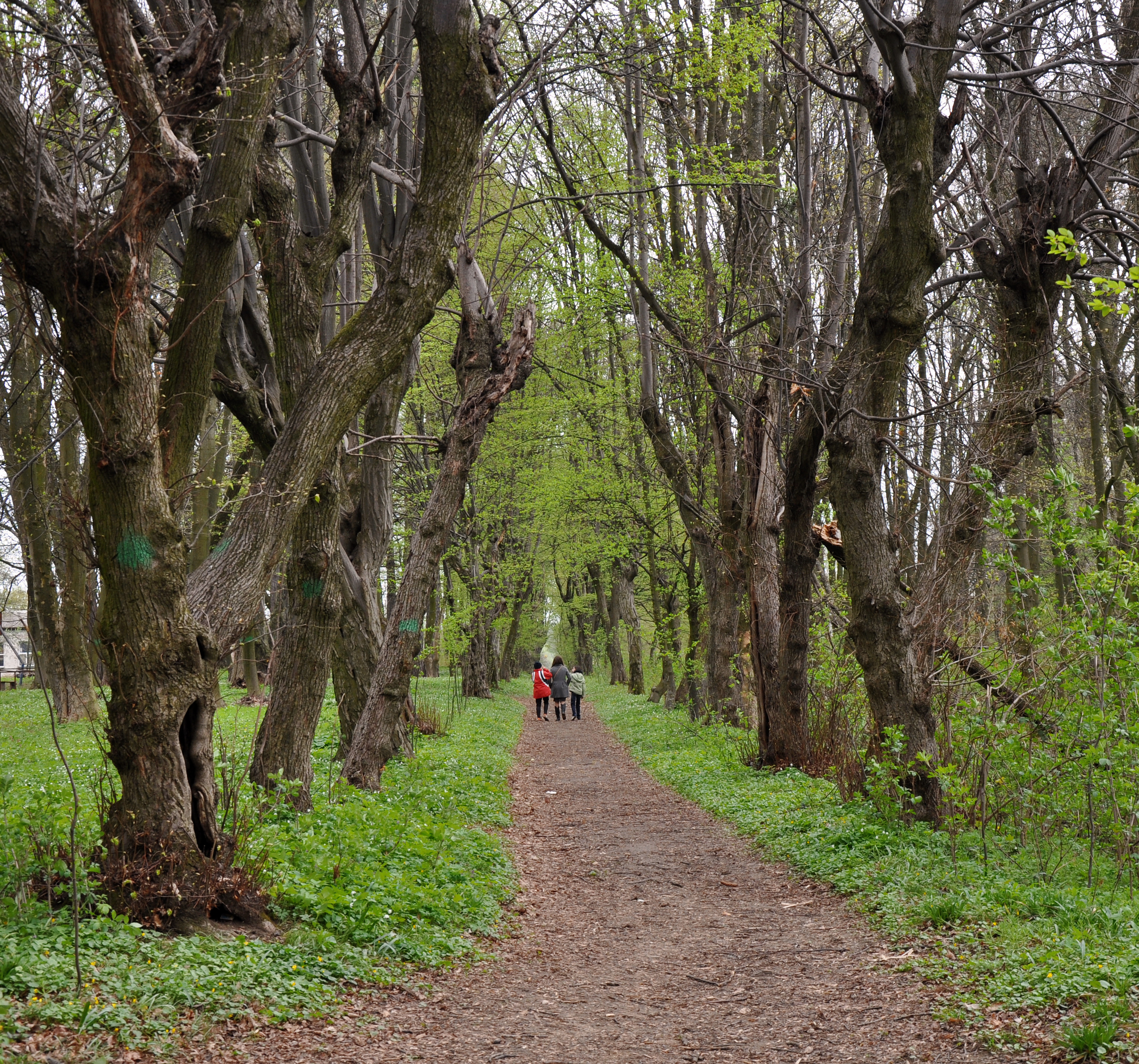
Парк